# 迎宾楼
迎宾楼，是位于中国江苏无锡市的一家老字号饭店，以经营京苏大菜为特色，其由1930年开业至今，已有80余年历史。美食家陆文夫曾将迎宾楼与苏州松鹤楼、杭州楼外楼并称为“中国三大楼”。

## 简介
无锡迎宾楼创办于1930年3月3日，由李文毓、沈运清、顾字彦和尤锦山父子等集股创设，位于城中心寺巷内，崇安寺山门口右侧。当时特聘在上海先施公司东亚酒家的无锡名厨刘俊英回锡掌厨，挂以“京都”金字招牌。当时的迎宾楼菜馆是无锡社会名菜馆之魁，曾接待过不少名流。1935年2月下旬，影星阮玲玉来到无锡，由中南大戏院在迎宾楼设宴接风，菜肴尽是地方风味，她盛赞无锡的鲜鱼活虾，鲜美可口。1946年10月31日，蒋中正偕宋美龄暨马歇尔夫妇，来锡避寿，乘坐苹香号画舫游览，举办寿筵六桌。由迎宾楼菜馆主厨丁子坤师傅操作，办在画舫中。食后，宋美龄对马歇尔说：“吃鱼蟹，要到无锡来”。
1954年，迎宾楼曾中断营业，到1959年得以恢复时，仍以经营京苏风味为特色。上世纪80年代，迎宾楼被无锡市饮食服务公司接手，由一层改造成上下四层，在顶楼还建造了当年风靡一时的露天酒吧，成为无锡唯一的夜生活场所。2004年，迎宾楼随着崇安寺一期改造被拆除。2009年，崇安寺改造动工建设，迎宾楼被规划在内。2012年崇安寺二期开街，迎宾楼第三次在崇安寺开业。

## 知名菜品

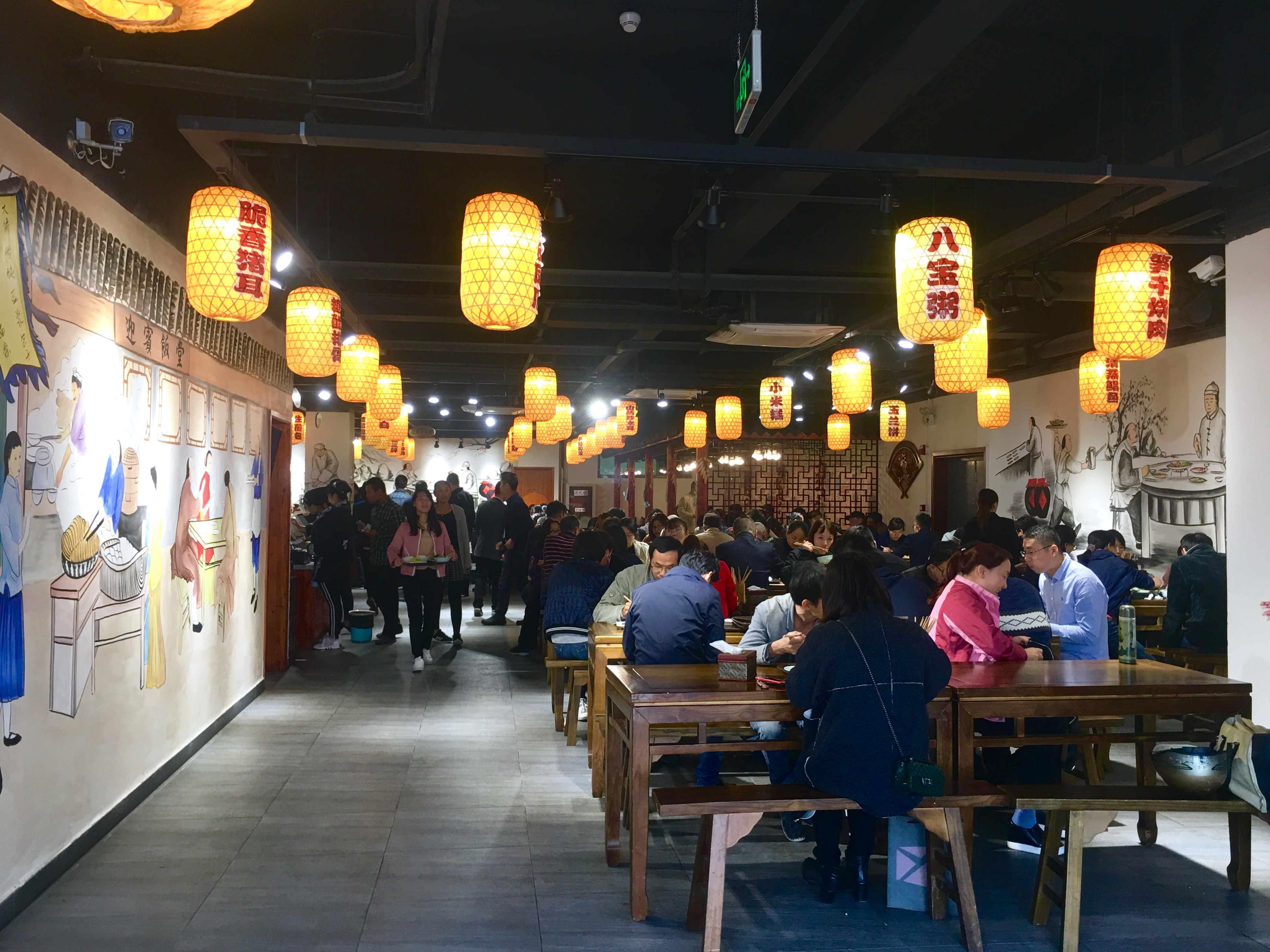
大堂

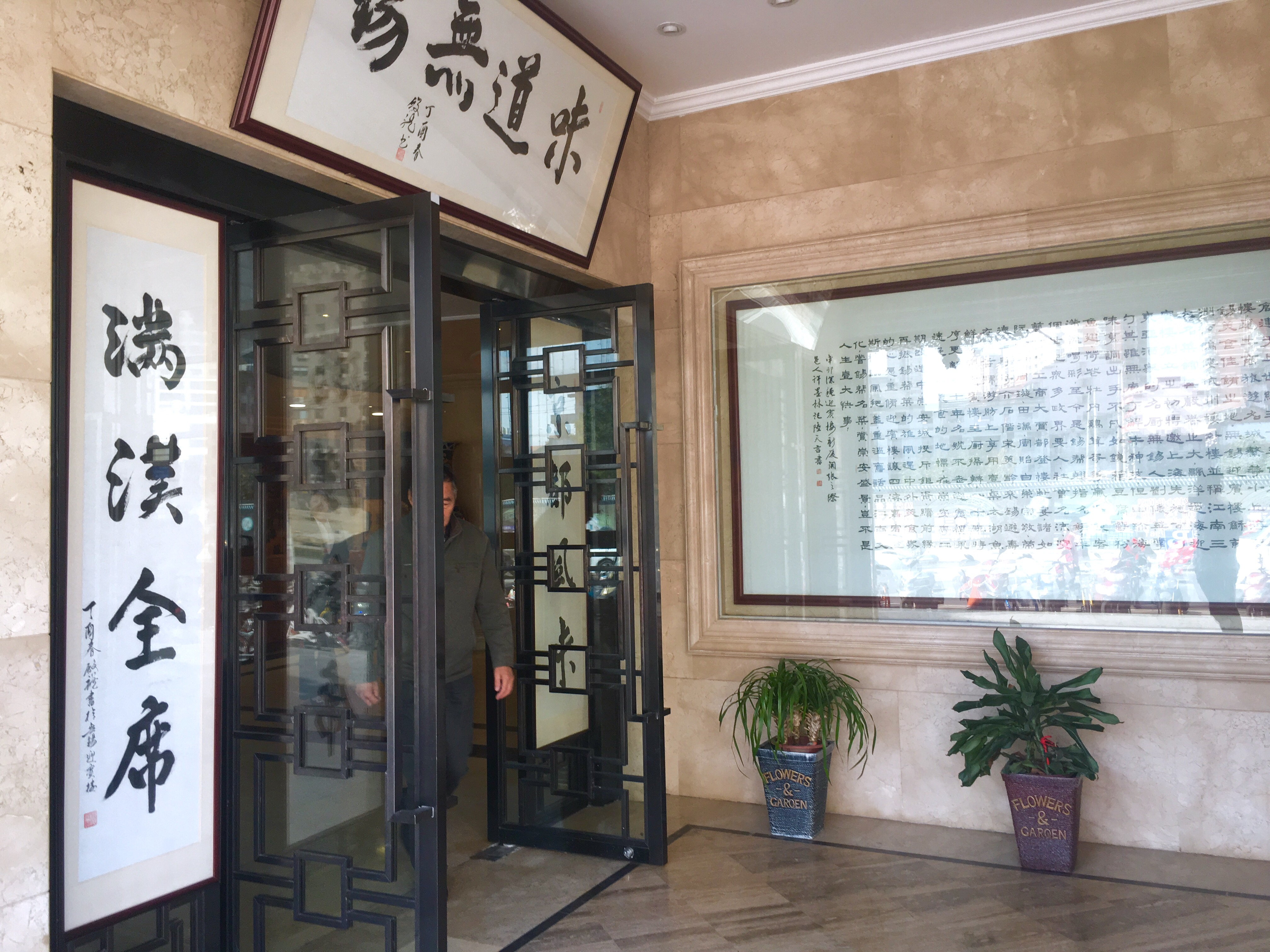
門廳

该店有名的菜肴有：蟹粉鱼翅、荷花牡丹、鸡茸蛋、罗汉全鸭、风尾鸽蛋、白雪鸳鸯、广州鲫鱼、金玉满堂等，擅长炸、溜、爆、炒、熏、蒸、焖等烹饪技艺。

## 名厨
- 刘俊英（1901-1991年）：无锡迎宾楼菜馆名厨，20世纪20年代在大新楼菜馆推出“锅塌青鱼片”，一举成名。1928年在上海东亚饭店和大喜利菜馆主厨。1930年3月3日无锡迎宾楼菜馆开业，特聘其回锡掌厨。拿手菜有：蟹粉鱼翅、荷花牡丹、鸡茸蛋、罗汉全鸭、凤尾鸽蛋、杏仁葛粉包、镜箱豆腐等，以原汁原味、色泽和谐为特色，尤擅长烹制陆、海珍馐和应时花点。刘俊英是锡菜的一个重要流派，多年来影响深远，是当代锡菜奠基人之一。[3]

- 龚裕金（1912-1984年)：1925年去上海大同里学艺，1940年回锡，被迎宾楼菜馆聘为主抓师傅。其参与主理过蒋中正、荣德生等名流之用餐，1949年后又被派往太湖饭店、国际旅行社、无锡饭店、梁溪饭店等处掌厨，先后主理过林彪、徐向前、荣毅仁、胡志明、西哈努克等国内外政治人物的接待宴会。在太湖饭店时，创制出“锅贴鲫鱼”、“荷叶焗鸡”等名菜，有高徒金志德、王世忠等。[3]

## 逸事
在当时，“京都”为当时全国餐饮行业内的金字招牌，但凡敢挂此招牌者，必是有底气能办“满汉全席”的，全国各地菜系亦无所不会烹饪。客人点单，即便是菜单上没有，饭店厨师不但要做得出来而且要做得到位，绝不能以“没有”两字搪塞。当时锡邑挂“京都”招牌的共有三家饭店，迎宾楼是头一家，其他两家分别是1942年开在迎宾楼对面的“迎元春”和1947年在工运路开业的“中国饭店”。